# Silvinichthys mendozensis
Silvinichthys mendozensis es una especie de peces Siluriformes de la familia Trichomycteridae.

## Morfología
Los machos pueden llegar alcanzar los 7,3 cm de longitud total.
Número de vértebras:39-43.

## Hábitat
Es un pez de agua dulce y de clima tropical.

## Distribución geográfica
Se encuentran en Sudamérica: cuenca del río Mendoza en la Argentina. 